# 김용휴
김용휴(金容烋, 1926년 8월 10일 ~ 2022년 9월 20일)는 대한민국 육군 군인, 관료이다. 육군사관학교 7기생이며, 한국 전쟁에 참전하였다. 이후 사단장, 군단장, 육군참모차장 등을 지낸 후 예편하였으며, 제18대 국방부 차관(임기: 1978년 10월 6일 ~ 1979년 12월 14일)을 지냈다.